# Tomáš Eduard Šilinger
Tomáš Eduard Šilinger (16. prosince 1866 Tučín – 17. června 1913 Luhačovice) byl český katolický politik a novinář z Moravy. Byl také členem Řádu augustiniánů v Brně a redaktorem moravských katolických novin Hlas. Je po něm pojmenováno brněnské Šilingrovo náměstí.

## Životopis
Narodil se v Tučíně na Přerovsku. Vychodil trojtřídní obecnou školu v Dřevohosticích, potom v letech 1879–1880 gymnázium v Olomouci, přičemž v období let 1881–1886 pokračoval na gymnáziu v Přerově, kde složil maturitu s vyznamenáním. Po studiích vstoupil do augustiniánského kláštera svatého Tomáše na Starém Brně – dnes na Mendlově náměstí v Brně. V klášteře přijal jméno Tomáš a na kněze byl vysvěcen 26. července 1891. V této době se začal výrazněji politicky a veřejně angažovat v rámci Rakouska-Uherska. Založil a až do své smrti zastával místopředsednickou funkci v Jednotě katolického duchovenstva diecéze brněnské. Velký důraz kladl na budování katolického tisku. Roku 1894 na prvním sjezdu českoslovanských katolíků v Brně pronesl příspěvek s názvem Tisk světová velmoc. Přispíval do katolických novin Hlas a v roce 1896 se stal jejich redaktorem, přičemž jeho zásluhou začaly noviny vycházet nikoliv týdně, ale denně. Kombinoval zároveň katolické hodnoty s českými národními požadavky. Byl podporovatelem české menšiny a jejího školství v Brně.
Byl členem Katolické strany národní na Moravě (třebaže svým založením měl blíže ke křesťansko-sociálnímu proudu, samostatná křesťansko-sociální strana se ovšem na Moravě dlouho nezformovala). V jejím rámci patřil do okruhu selského katolického hnutí, které mělo svou základnu v Katolickém spolku českého rolnictva na Moravě, ve Slezsku a Dolních Rakousích. Pravidelně docházel na schůze tohoto spolku. Od roku 1906 působil jako poslanec Moravského zemského sněmu. Ve volbách do Říšské rady roku 1907 se stal poslancem Říšské rady (celostátní parlament), kam byl zvolen za český okrsek Morava 29. Usedl do poslanecké frakce Český katolicko-národní klub. Opětovně byl zvolen za týž obvod i ve volbách do Říšské rady roku 1911 a ve vídeňském parlamentu setrval do své smrti. Ve funkci poslance jej pak nahradil agrárník Rudolf Malík.
V rámci Katolické strany národní na Moravě byl považován za představitele nacionalistického křídla. Liberálně orientovaní katolíci po jeho smrti kritizovali stranu za to, že se z ní vytratil národní rozměr.
Zúčastnil se ještě zemských voleb na Moravě roku 1913, v nichž byl zvolen coby jeden z 19 českých katolických poslanců. Krátce poté ale zemřel 17. června 1913 v lázních v Luhačovicích. Je pohřben na Ústředním hřbitově v Brně. V zemském sněmu ho nahradil František Světlík.